# Rozhovice
Rozhovice (en allemand : Roshowitz) est une commune du district de Chrudim, dans la région de Pardubice, en République tchèque. Sa population s'élevait à 295 habitants en 2022.

## Géographie
Rozhovice se trouve à 7 km à l'ouest-nord-ouest de Chrudim, à 9 km au sud-ouest du centre de Pardubice et à 93 km à l'est de Prague.
La commune est limitée par Jezbořice et Čepí au nord, par Třibřichy à l'est, par Bylany au sud-est et au sud, et par Heřmanův Městec au sud-ouest, et par Klešice à l'ouest.

## Histoire
La première mention écrite de la localité date de 1131.

## Transports
Par la route, Rozhovice se trouve à 7 km de Chrudim, à 12 km de Pardubice et à 116 km de Prague. 